# Związki wyznaniowe w II Rzeczypospolitej
W II Rzeczypospolitej dominującą pozycję zajmował Kościół katolicki i przez okres międzywojnia zwiększył się udział jego wyznawców w społeczeństwie. Pomimo tego inne wyznania odgrywały znaczącą rolę. Oprócz Kościoła katolickiego w latach 1919–1939 tylko sześć związków religijnych zostało uznanych prawnie. Różnica pomiędzy związkiem uznawanym prawnie, a nieuznawanym polegała na tym, że pierwszy posiadał osobowość prawną. Związki nieuznawane swój byt prawny wywodziły wyłącznie z prawa do wolności wyznania i sumienia.
Podczas spisu ludności w roku 1931 w II RP największe grupy wyznaniowe stanowili wyznawcy 5 wyznań: katolicy obrządku łacińskiego (64,8%), prawosławni (11,8%), grekokatolicy (10,4%), wyznawcy judaizmu (9,8%) i protestanci (2,6%) – łącznie osoby wierzące stanowiły ponad 99% ludności. W spisie tym do protestantów zaliczano: luteran, kalwinistów, metodystów, baptystów, adwentystów, irwingian, wyznania zielonoświątkowe i ruch badacki.
Sytuację prawną związków wyznaniowych komplikował brak uregulowania prawa wyznaniowego w Polsce międzywojennej odrębną ustawą, nie nastąpiła też jego prawna unifikacja. Skutkiem tego prawo różnie interpretowano. Według koncepcji Ministerstwa Sprawiedliwości uprawnienia nadane przez jednego z zaborców obowiązywały w całym kraju. Według koncepcji Ministerstwa WRiOP obowiązywało prawo dzielnicowe co oznacza, że w każdym byłym zaborze obowiązywały inne przepisy. Na terenie byłego zaboru rosyjskiego związki wyznaniowe mogły funkcjonować na podstawie carskiego ukazu tolerancyjnego z 17 października 1906 roku. Na terenie byłego zaboru austriackiego związkom wyznaniowym przysługiwało prawo do urządzania nabożeństw domowych. Natomiast na terenie byłego zaboru pruskiego w oparciu o przepisy Zbioru ustaw pruskich.
Konstytucja marcowa w art. 114 zakładała zasadę równouprawnienia wyznań uznanych prawnie, przy jednoczesnym przyznaniu Kościołowi katolickiemu uprzywilejowanej pozycji wśród wyznań równouprawnionych (primus inter pares). Pozycja Kościoła katolickiego przyczyniła się do tego, że w praktyce w okresie międzywojennym nie uznano de iure ani jednego Kościoła lub związków wyznaniowego z dotychczas nie uznanych, mimo że taki nakaz był zawarty w art. 116 Konstytucji.

## Związki wyznaniowe uznane prawnie
1. Kościół katolicki – Konkordat między Stolicą Apostolską i Rzecząpospolitą Polską popisany 10 lutego 1925 w Rzymie, ratyfikowany przez rząd 27 marca 1925.
2. Żydowski Związek Wyznaniowy – rozporządzenie Ministra WRiOP z dnia 5 kwietnia 1928 roku[4].
3. Wschodni Kościół Staroobrzędowy – uznany rozporządzeniem Prezydenta z dnia 22 marca 1928 roku[5].
4. Muzułmański Związek Religijny – ustawa z dnia 21 kwietnia 1936 roku[5]
5. Karaimski Związek Religijny – ustawa z dnia 21 kwietnia 1936 roku[5]
6. Kościół Ewangelicko-Augsburski – działał w oparciu o dekret Prezydenta z dnia 25 listopada 1936 roku[6].
7. Polski Autokefaliczny Kościół Prawosławny – podstawą prawną był dekret Prezydenta RP z dnia 18 listopada 1938 roku[1], wcześniej od 1923 r. Tymczasowe przepisy o stosunku rządu do Kościoła prawosławnego w Polsce[7] .

## Związki wyznaniowe uznane de facto
1. Polski Narodowy Kościół Katolicki[1].
2. Kościół Metodystyczny[1].
3. Liberalny Kościół Katolicki[1].

## Związki wyznaniowe nieposiadające uregulowania odrębnym aktem prawnym
27 wyznań nie doczekało się uregulowania swojej sytuacji prawnej odrębną ustawą i działało w oparciu o przepisy byłych państw zaborczych lub prawo o stowarzyszeniach.
1. Kościół Ewangelicko-Reformowany – działał w oparciu o ukaz carski z dnia 8 lutego 1849 roku, działał tylko i wyłącznie na terenie byłego zaboru rosyjskiego[9].
2. Wileński Kościół Ewangelicko-Reformowany – działał wyłącznie na terenie byłego zaboru rosyjskiego[9].
3. Ewangelicki Kościół Unijny w Polsce – działał wyłącznie na terenie byłego zaboru pruskiego w oparciu o dekret króla pruskiego z dnia 27 września 1817 roku[9].
4. Ewangelicki Kościół Unijny na polskim Górnym Śląsku – działał w oparciu o ustawę śląską z dnia 16 lipca 1937 roku[10].
5. Kościół Ewangelicko-Luterski w Polsce Zachodniej – działał w oparciu o ustawę pruską z dnia 23 maja 1908 roku[10].
6. Kościół Ewangelicki Augsburskiego i Helweckiego Wyznania Województw Południowych – działał wyłącznie na terenie byłej Galicji w oparciu o patent cesarski z dnia 8 kwietnia 1861 roku[10].
7. Hernhuci, czyli Bracia morawscy – działali w województwach południowych i cieszyńskiej części województwa śląskiego w oparciu o rozporządzenie Ministerstwa Wyznań i Oświaty z dnia 25 listopada 1936 roku[10].
8. Polski Kościół Starokatolicki – działał na terenie byłego zaboru austriackiego w oparciu o rozporządzenie Ministra Wyznań i Oświaty z dnia 20 maja 1874[10].
9. Starokatolicki Kościół Mariawitów – działał wyłącznie na terenie byłego zaboru rosyjskiego w oparciu o ukaz carski z dnia 11 marca 1912 roku[11].
10. Menonici – działali na terenie byłego zaboru rosyjskiego w oparciu o ukaz carski z dnia 8 lutego 1849 roku[11].
11. Wschodni Kościół Staroobrzędowy („popowcy”) – odłam staroobrzędowców działający w oparciu o ukaz z dnia 17 października 1906 roku[12].
12. Związek Słowiańskich Zborów Baptystów – działał na terenie byłego zaboru rosyjskiego w oparciu o rozporządzenie z dnia 29 września 1879 roku[13].
13. Unia Zborów Baptystów Języka Niemieckiego – działała na terenie byłego zaboru pruskiego w oparciu o ustawę z dnia 7 lipca 1875 roku[13].
14. Stowarzyszenie Wzajemnej Pomocy Baptystów – działało w oparciu o reskrypt Ministra Spraw Wewnętrznych z dnia 22 stycznia 1875 roku[13].
15. Związek Chrześcijan Wiary Ewangelicznej (zielonoświątkowcy) – działał na terenie byłego zaboru rosyjskiego w oparciu o rozporządzenie z dnia 29 września 1879 roku; oznacza to, że zielonoświątkowcy byli traktowani jako baptyści[13].
16. Związek Słowiańskich Zborów Ewangelicznych Chrześcijan – działał w oparciu o ukaz carski z dnia 17 października 1906 roku[13].
17. Stowarzyszenie Wzajemnej Pomocy Ewangelicznych Chrześcijan – działało w oparciu o ukaz carski z dnia 17 października 1906 roku[13].
18. Ewangeliczni Chrześcijanie Języka Niemieckiego (ewangeliczni chrześcijanie) – działali w oparciu o ukaz carski z 17 października 1906 roku[13].
19. Wolni Ewangeliczni Chrześcijanie („bracia plymuccy”) – działali w oparciu o ukaz carski z 17 października 1906 roku[14].
20. Unia Zborów Adwentystów Dnia Siódmego – decyzja MWRiOP z 16 lutego 1922 roku zaliczyła adwentystów do tzw. wyznań tolerowanych[15].
21. Ewangeliczni Chrześcijanie Dnia Siódmego – działali w oparciu o tę samą podstawę prawną, co Adwentyści Dnia Siódmego[16].
22. Reformowany Zbór Adwentystów Dnia Siódmego – działali w oparciu o tę samą podstawę prawną, co Adwentyści Dnia Siódmego[16].
23. Stowarzyszenie Badaczy Pisma Świętego – działali w oparciu o „Stowarzyszenie Badaczy Pisma Świętego – Grupa II” zarejestrowane przez Czesława Kasprzykowskiego[17].
24. Stowarzyszenie Badaczy Pisma Świętego „Epifania” – w latach 1925–1935 działali w oparciu o „Stowarzyszenie Badaczy Pisma Świętego – Grupa II” zarejestrowane przez Czesława Kasprzykowskiego[18]. Po odejściu Kasprzykowskiego utracili rejestrację na rzecz Stowarzyszenia Badaczy Pisma Świętego[17].
25. Zjednoczenie Badaczy Pisma Świętego – działali na mocy reskryptu nr 2167/5, wydanego 20 maja 1913 roku przez Gieorgija Skałona generała-gubernatora Warszawy[19].
26. Kościół Anglikański – działał w byłym zaborze rosyjskim w oparciu o reskrypt Ministra WRiOP z dnia 15 marca 1920 roku[20].
27. Zbór Ewangelicznych Chrześcijan w Duchu Apostolskim – działali na terenie byłego zaboru rosyjskiego, sytuacja prawna tego związku nie jest jasna[21].

## Związki wyznaniowe tolerowane na podstawie art. 111 i 112 Konstytucji
1. Wolny Kościół Luterski
2. Stowarzyszenie Chrześcijańskiej Nauki
3. Zjednoczenie Kościołów Chrystusowych
4. Wolnoreligijny Zbór Miłości „Agape”
5. Stowarzyszenie Żydów-Chrześcijan[b]
6. Bracia Apostolscy (irwingianie)
7. Niemieccy Katolicy
8. Wolnomyśliciele Religijni
9. Stefanowcy
10. Karpowcy
11. Darbyści
12. Mariawici
13. Muraszkowcy[21]
14. Wolni Badacze Pisma Świętego (w roku 1929 wystąpili o rejestrację na terenie całego kraju ale wniosek został odrzucony[22], rejestrowano tylko poszczególne zbory np. w 1938 roku w Białymstoku[18]).